# Kościół Narodzenia Najświętszej Marii Panny w Ciechanowie
Kościół Narodzenia Najświętszej Marii Panny w Ciechanowie – dawny kościół farny, późnogotycki, z pierwszej ćwierci XVI w.

## Historia
Kościół wybudowany przypuszczalnie między 1511–1525 rokiem, konsekrowany w 1551 roku przez biskupa płockiego Andrzeja Noskowskiego (1547–1567). Główna świątynia parafialna Ciechanowa, miejsce sejmików szlachty mazowieckiej, podczas których często dochodziło do awantur, a nawet zabójstw. Uszkodzony w czasie wojen szwedzkich w 1657 r. oraz na początku wieku XVIII. W 1781 r. kościół częściowo wyremontowano (staraniem ks. Macieja Rydzewskiego). Na początku XIX wieku świątynia wymagała jednak ponownego remontu (uszkodzony dach), dlatego też w 1804 r. zaprzestano odprawiania w niej nabożeństw, a życie parafialne przeniosło się do pobliskiego kościoła augustianów. W 1807 r. opuszczony kościół został zajęty przez wojska Napoleona i przekształcony w piekarnię. Zniszczeniu i spaleniu uległo wówczas całe wyposażenie wnętrz. Kolejne remonty miały miejsce w latach 1821–1827 staraniem proboszcza ks. Rajmunda Bagińskiego przy wydatnej pomocy finansowej gen. Wincentego Krasińskiego. W tym też czasie, 20 października 1822 r., sakrament bierzmowania przyjął tutaj syn kolatora – późniejszy poeta Zygmunt Krasiński. Kolejne prace remontowe trwały w latach 1876–1878 i 1913–1920 (drugi remont według projektu arch. Stefana Szyllera, staraniem ówczesnego proboszcza ks. Remigiusza Jankowskiego). Ostatni większy remont świątyni miał miejsce zaraz po wojnie, w latach 1946–1954.

## Architektura
Kościół późnogotycki, orientowany, murowany z cegły, przy użyciu rusztowania jednosłupowego. Trójnawowy, pseudobazylikowy. Korpus przecina para wysokich symetrycznych kaplic, tworzących rodzaj ramion transeptu (pierwsze tego typu rozwiązanie w Polsce). Północna kaplica Męki Pańskiej zachowała formę późnogotycką. Południowa kaplica św. Anny została przebudowana w 1840 roku w formie neogotyckiej. Jej obecna pseudogotycka forma, podobnie jak dobudowanej obok zakrystii, jest dziełem arch. Stefana Szyllera. Także S. Szyllerowi zawdzięczamy obecny kształt wnętrz kościoła – głównie sklepienia gwiaździste, zaprojektowane przez niego na początku XX wieku. Z kolei w dawnej zakrystii (obecnie kaplicy Matki Boskiej) znajduje się sklepienie kolebkowo-krzyżowe. Kościół posiada bogato zdobione ceglane, gotyckie szczyty. Całościowy obraz świątyni zaburza nieco, obniżony pod koniec XIX wieku, dach pokryty blachą. Postulat Towarzystwa Opieki nad Zabytkami Przeszłości z 1920 roku, podwyższenia kalenicy do dawnego poziomu, nie został jak dotąd zrealizowany.

## Wystrój wnętrza
Większość wyposażenia kościoła pochodzi z XIX i XX wieku. Do starszych elementów należą: 
- dwie kropielnice granitowe z XVI wieku (kruchta główna i kruchta północna)
- krucyfiks z 1. połowy XVII wieku, wzorowany na wcześniejszym z wieku XV.
- polichromie w kościele pochodzą z 1920 r., wykonał je Władysław Drapiewski[11].
- wystrój kaplicy Matki Boskiej zaprojektował Wiktor Zin.

- W nawie głównej, na lewym filarze, znajduje się późnogotycka płyta nagrobna Stanisława Szczurzyńskiego (zm. 1556) właściciela wsi Szczurzyn. Płyta przedstawia płaskorzeźbioną postać rycerza w zbroi, z napisem antykwą w bordiurze i kartuszami w narożach oraz herbami: Ostoja (lub Przegonia), Pobóg, Lubicz (odwrócony) i Prawdzic[12].
- tablica z łacińskim tekstem z 1644 roku, sławiąca życie i zasługi Andrzeja Przedwojewskiego oraz Doroty Bielińskiej, ufundowana przez ich syna, Aleksandra, kasztelana lubaczowskiego[13].
- epitafium upamiętniające Jana Gumowskiego (zm. 1844)[14].

## Otoczenie
Przy ścianie południowej nawy bocznej, jako pozostałość po dawnym cmentarzu przykościelnym, znajduje się nagrobek Michała i Marii Mieszkowskich z 1861 r. Nieopodal kościoła, na szczycie grodziska, zwanego Farską Górą, wznosi się neogotycka dzwonnica wystawiona w roku 1889, w miejscu wcześniejszej, drewnianej. Obok dzwonnicy – figura Matki Boskiej z tego samego okresu. Uwagę zwraca także neorenesansowa plebania z 1890 r. (nadbudowana w 1979 r.) oraz dom parafialny z 1910 r. W pobliżu kościoła znajdują się także: drewniana organistówka i murowany kiosk na dewocjonalia (z pocz. XX wieku), a także współczesny ołtarz polowy wraz z pomnikiem św. Jana Pawła II.

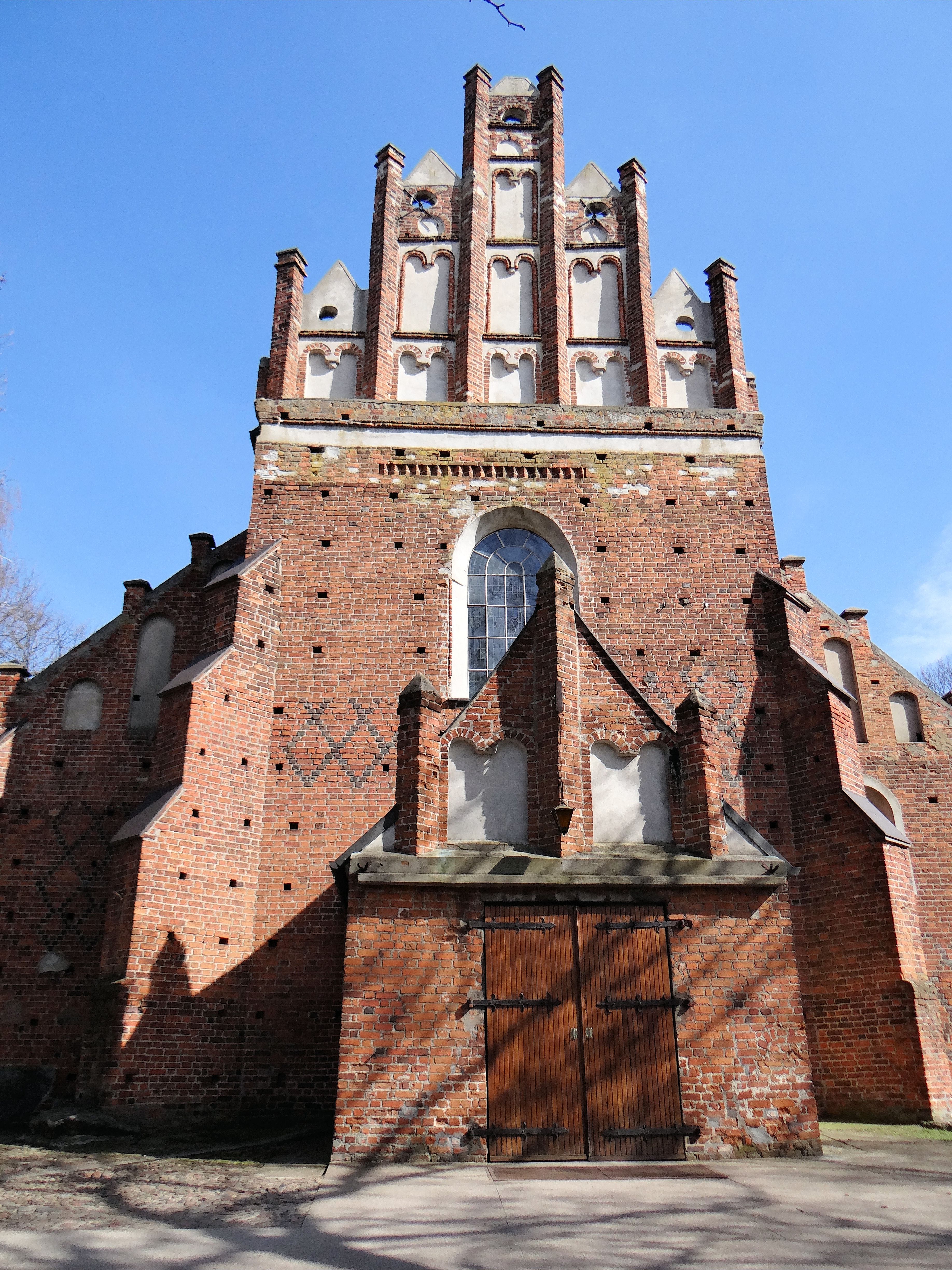
Szczyt gotycki
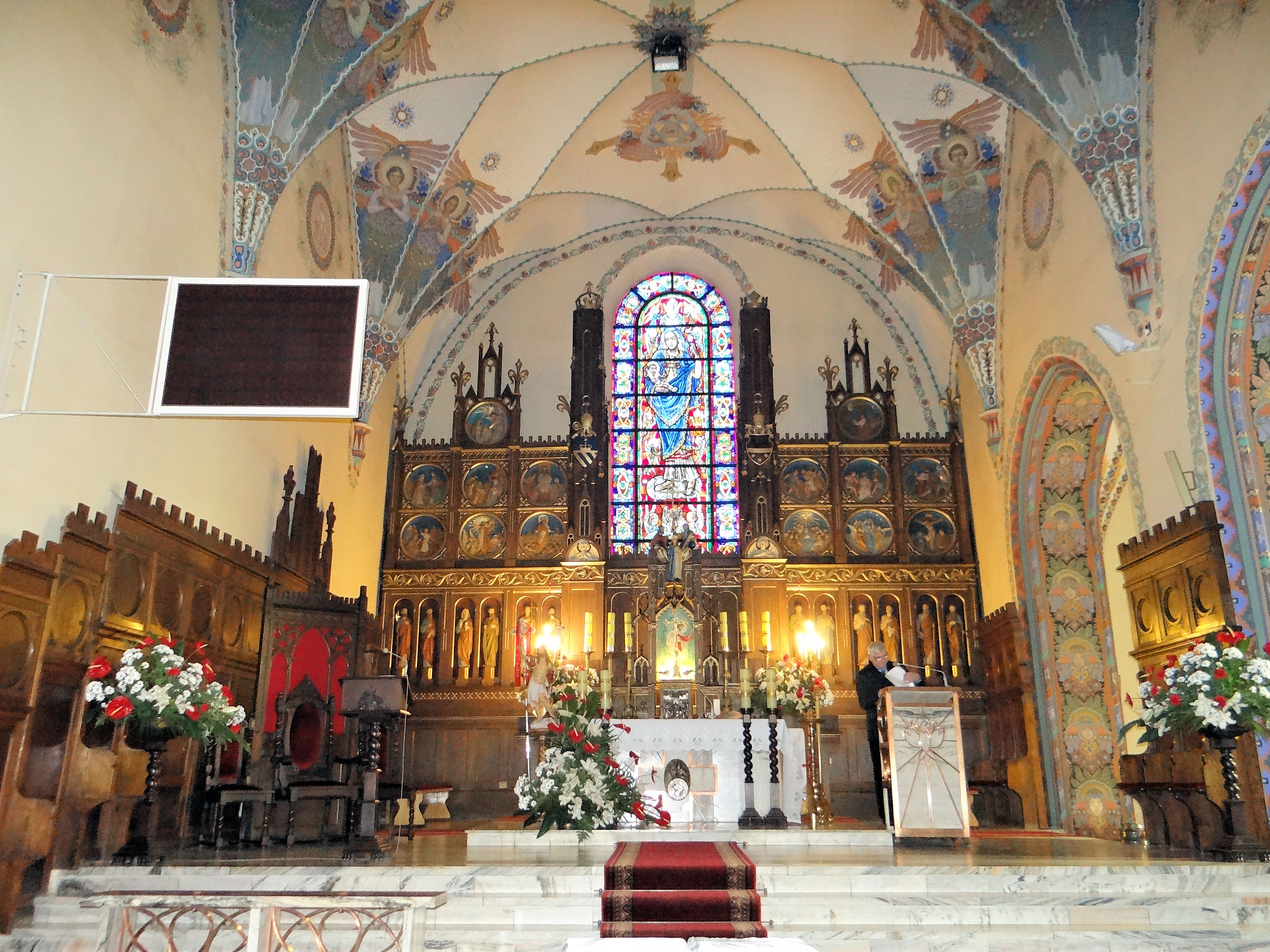
Ołtarz główny
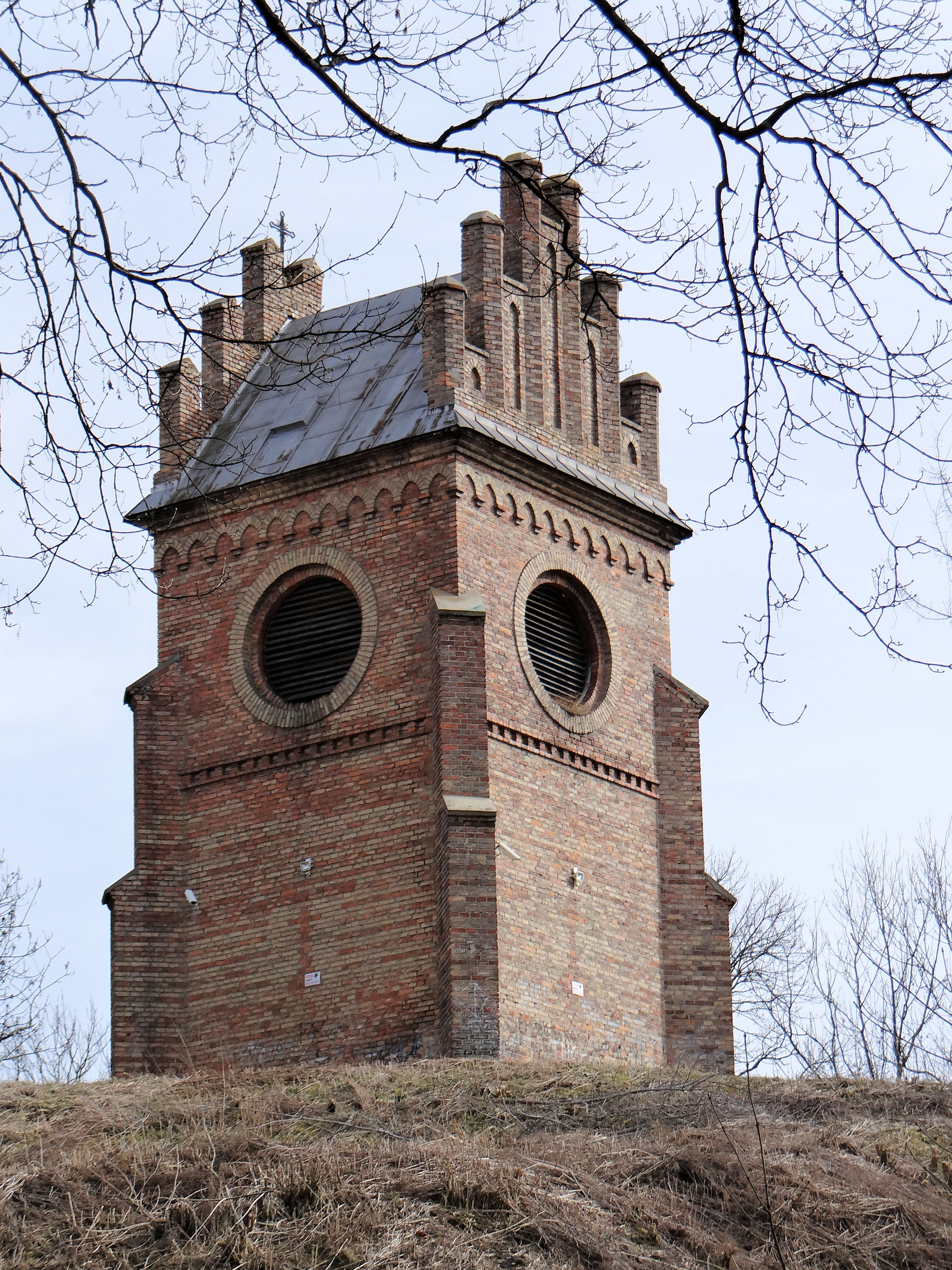
Dzwonnica neogotycka na grodzisku (Farskiej Górze)
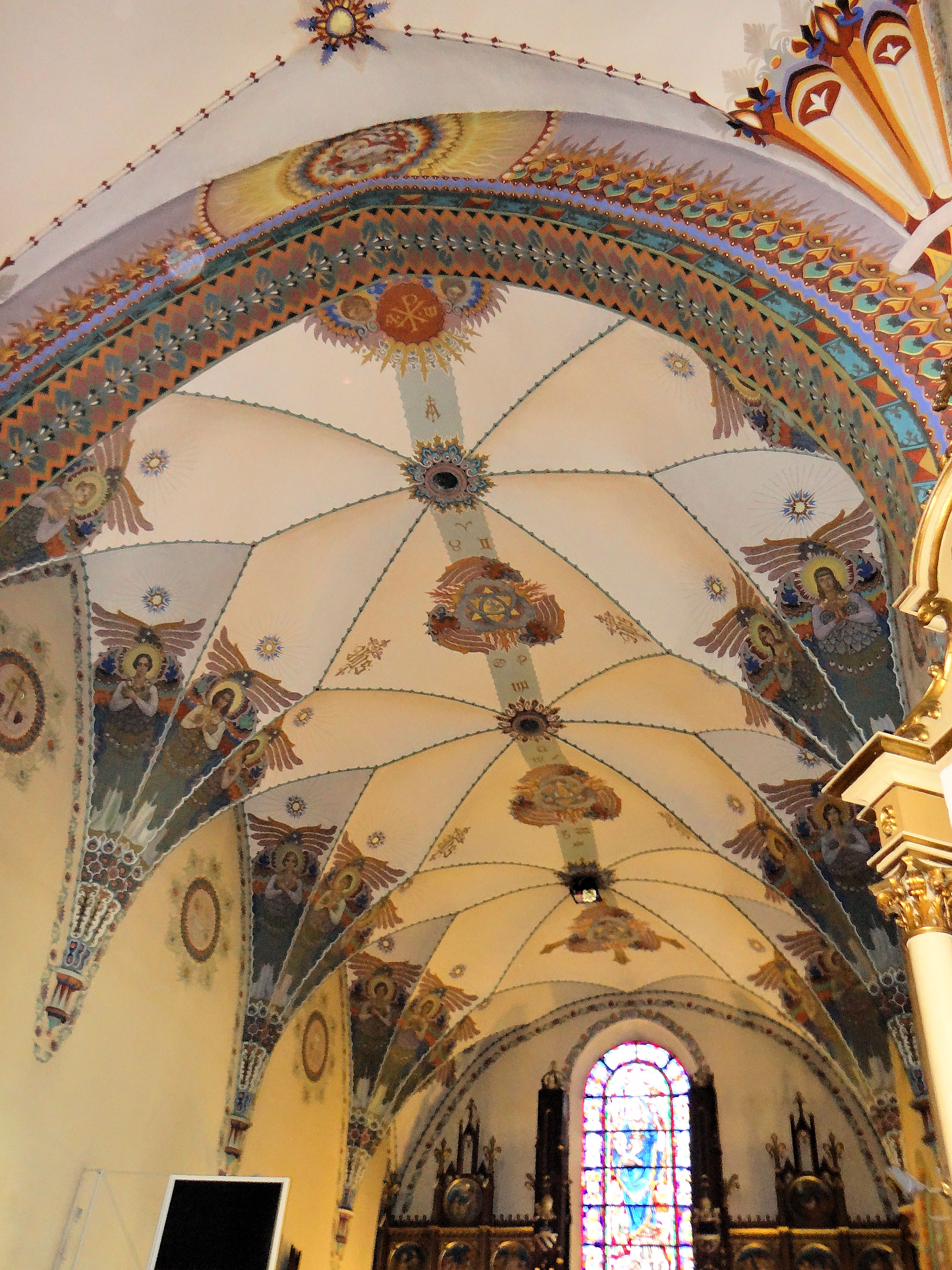
Sklepienie
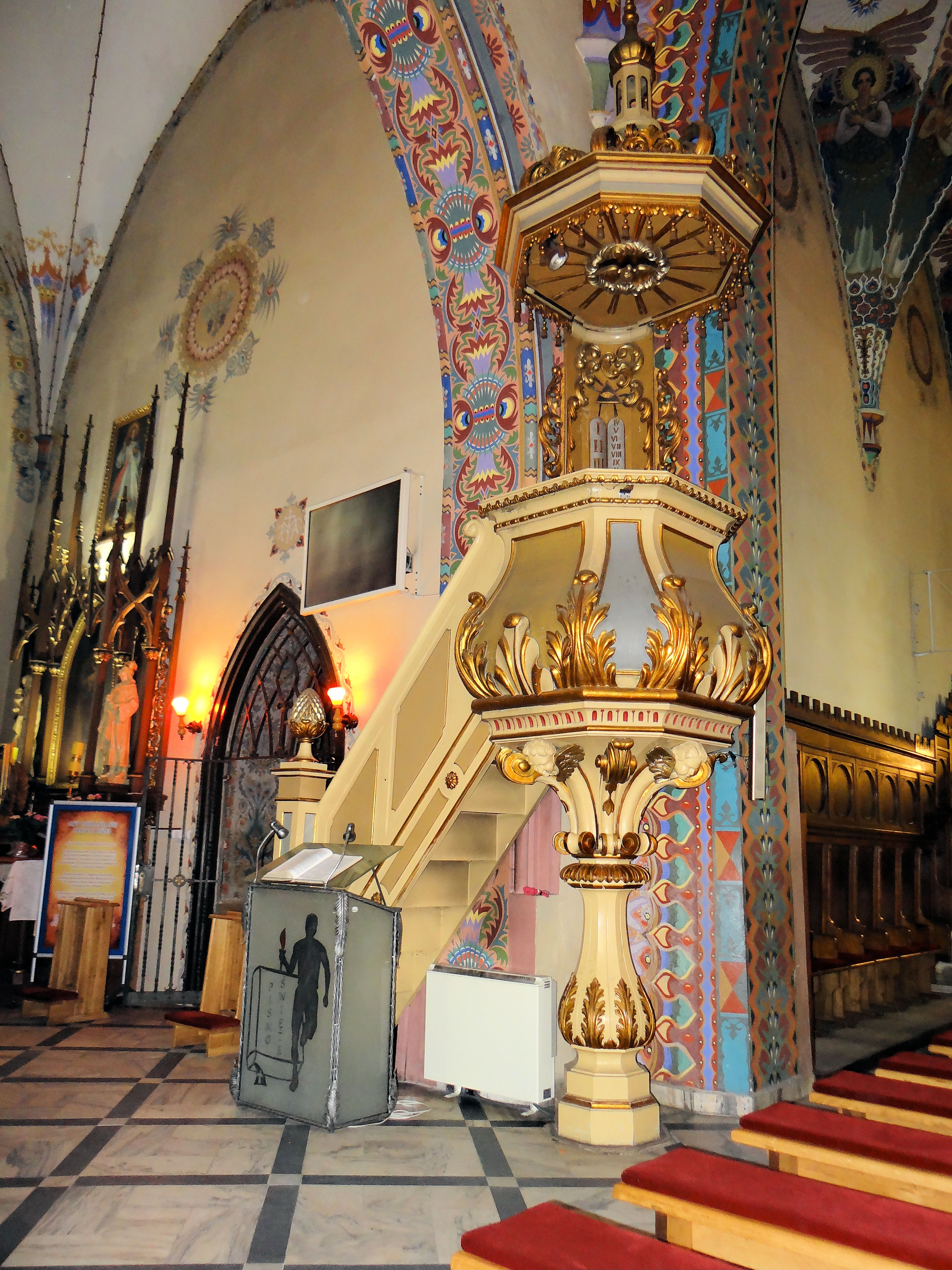
Ambona
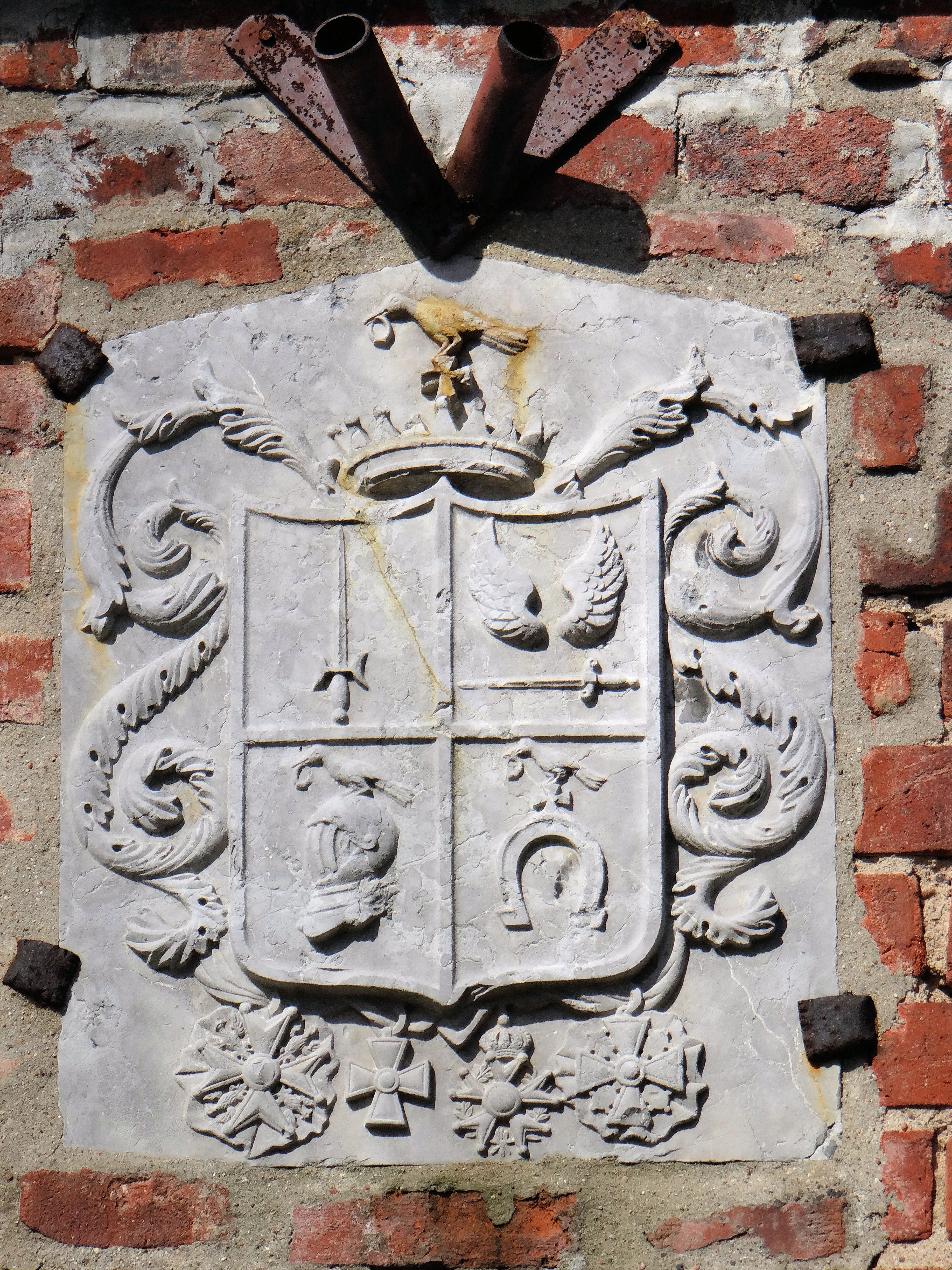
Kartusz herbowy